# Colin Pillinger
Colin Trevor Pillinger (prononcé [ˈpɪ.lɪn.dʒər]), né le 9 mai 1943 et mort le 7 mai 2014 des suites d'une hémorragie cérébrale, est un planétologue anglais. Professeur à l'Open University de Milton Keynes, il est également le chercheur principal du projet d'atterrisseur martien britannique Beagle 2, lequel fut finalement un échec, et travaillait sur un groupe de météorites martiennes. Colin Pillinger est commandeur de l'ordre de l'Empire britannique (CBE).
Pillinger est principalement connu pour avoir conçu en 2003 un module, Beagle 2, destiné à chercher de la vie à la surface de la planète Mars. Ce module, qui avait été lancé depuis la sonde européenne Mars Express, avait cessé d'émettre dès son contact avec l'atmosphère de la planète rouge. Beagle 2 avait été déclaré perdue par l'ESA, jusqu'à son identification sur des images de la sonde américaine Mars Reconnaissance Orbiter à la mi-janvier 2015.

## Enfance et études
Colin Pillinger est né le 9 mai 1943 à Kingswood, dans le Gloucestershire en Angleterre, juste en-dehors de Bristol, où il est élevé avec sa sœur qui est son aînée de six ans. Son père, Alfred, est travailleur manuel pour le Gas Board et sa mère, Florence (née Honour), est femme au foyer,. Il fait des études à la Kingswood Grammar School, puis est diplômé d'un Bachelor of Science (BSc) et un Ph.D. en chimie à la University College of Swansea (actuelle Swansea University). Pillinger a dit de lui-même : « Je suis un désastre comme étudiant en science » (« I was a disaster as a science student ».

## Carrière

### Beagle 2

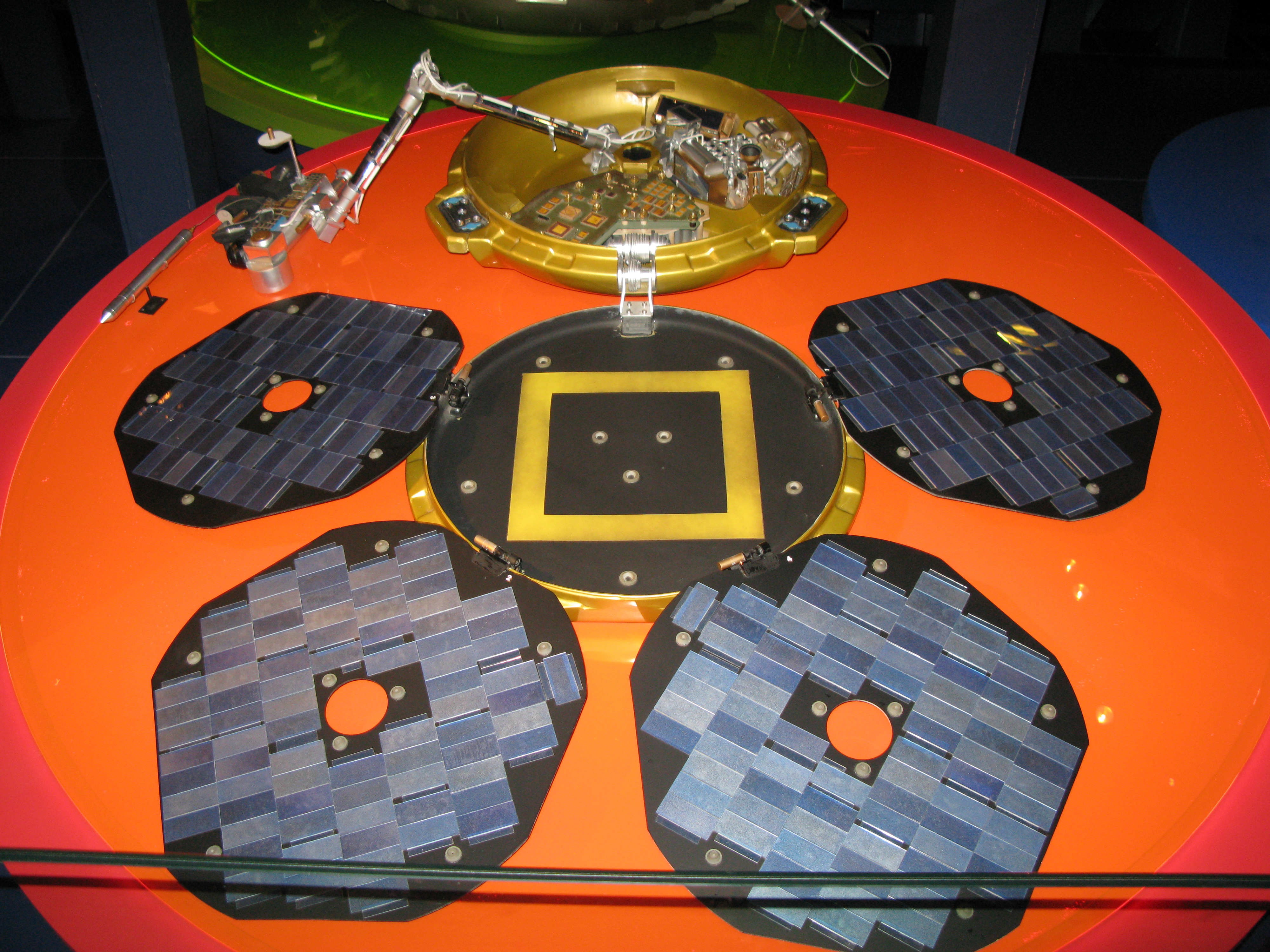
Réplique de Beagle 2 au London Science Museum.

Pillinger travaille tout d'abord pour la NASA en analysant des échantillons de la Lune rapportés par Apollo 11, mais il est surtout connu pour avoir été le chercheur principal (en) de Beagle 2, projet d'atterrisseur martien partie de la mission Mars Express (2003) de l'Agence spatiale européenne mais qui fut un échec, la sonde n'ayant jamais communiqué après son largage par la sonde Mars Express restée en orbite.
C'est la femme de Pillinger qui a l'idée de nommer le projet Beagle 2 d'après le nom du navire sur lequel a navigué Charles Darwin, le HMS Beagle. La raison de l'échec de la mission n'a pas été déterminée, mais plusieurs explications possibles ont été données par David Southwood, directeur de science de l'ESA. La commission d'enquête sur l'échec de la mission met néanmoins en cause la gestion de Pillinger de l'ensemble du projet comme un facteur ayant contribué à l'échec.

### Conférencier
Pillinger travaille comme conférencier pour l'agence JLA.

## Vie personnelle
La veuve de Colin Pillinger, Judith, est également scientifique. Ils se sont rencontrés alors qu'ils travaillaient dans le même laboratoire et ont un fils et une fille,.
Deux ans après  que Pillinger ait commencé à avoir des difficultés à marcher, une sclérose en plaques progressive lui est diagnostiquée en mai 2005. Il possédait une ferme laitière, mais sa maladie l'a empêché d'y travailler à la fin de sa vie. Il possédait aussi un chien.
Pillinger est mort deux jours avant son soixante-et-onzième anniversaire à l'Addenbrooke's Hospital à Cambridge le 7 mai 2014 après avoir fait une hémorragie cérébrale et être tombé dans le coma.

## Récompenses
Chronologie des diplômes et récompenses
- 1965 : B.Sc (Chimie) de l' Université de Swansea
- 1968 : Doctorat (Chimie) de l'Université de Swansea
- 1968 : Post-doctoral fellow, Université de Bristol Département de Chimie
- 1974 : Research Associate, Université de Cambridge
- 1976 : Senior Research Associate, Département des sciences de la terre, Université de Cambridge
- 1981 : membre de la Royal Astronomical Society
- 1981 : membre de la société britannique de la spectrométrie de masse
- 1984 : Docteur honoraire (Chimie) de l'Université de Bristol
- 1984 : Senior Research Fellow, Department of Earth Science, Open University
- 1986 : membre de la Meteoritical Society
- 1991 : Professeur de sciences des astres à l'Open University
- 1993 : membre de l' International Astronomical Union
- 1993 : membre de la Royal Geographical Society
- 1993 : Fellow of the Royal Society
- 1996 : Professeur d'astronomie au Gresham College à Londres (jusqu'en 2000)
- 2000 : L'astéroïde de la ceinture principale (15614) Pillinger a été nommé en son honneur[11].
- 2003 : reçoit l'ordre de l'empire Britannique CBE
- 2011 : récipiendaire du Prix Michael Faraday[12]